# Benno von Studnitz
Benno Ernst Friedrich Wilhelm von Studnitz (* 22. Juli 1830 in Rogau; † 28. August 1916 in Breslau) war ein preußischer Generalmajor und Kommandeur der 13. Kavallerie-Brigade.

## Leben

### Herkunft
Benno war ein Sohn des preußischen Majors Ernst von Studnitz (1791–1834) und dessen Ehefrau Franziska, geborene von Wentzky und Petersheyde (1800–1888).

### Militärkarriere
Nach dem Besuch der Ritterakademie in Liegnitz sowie der Divisionsschule in Neiße trat Studnitz am 11. Oktober 1848 als Kürassier in das 1. Kürassier-Regiment der Preußischen Armee ein. Er avancierte Mitte Juni 1849 zum Portepeefähnrich und nahm an der Niederschlagung der revolutionären Unruhen in Breslau teil. Am 12. November 1850 folgte mit der Beförderung zum Sekondeleutnant seine Versetzung in das 4. Kürassier-Regiment. Ab Mitte Dezember 1858 war Studnitz Regimentsadjutant, stieg Ende Mai 1859 zum Premierleutnant auf und wurde 1859 für die Dauer der Mobilmachung anlässlich des Sardinischen Krieges als Adjutant der 7. Kavallerie-Division kommandiert. Daran schloss sich von Mitte November 1859 bis Mitte Januar 1863 eine Kommandierung als Adjutant der 14. Kavallerie-Brigade an. Am 15. Dezember 1863 wurde Studnitz unter Beförderung zum Rittmeister zum Eskadronchef ernannt. In dieser Eigenschaft nahm er 1864 am Krieg gegen Dänemark sowie 1866 während des Deutschen Krieges an den Kämpfen bei Dermbach, Kissingen, Aschaffenburg, Tauberbischofsheim und Gerchsheim teil. Für sein Wirken erhielt er am 20. September 1866 den Roten Adlerorden IV. Klasse mit Schwertern.
Nach dem Krieg wurde Studnitz am 30. Oktober 1866 als Chef der 3. Eskadron im Dragoner-Regiment Nr. 9 nach Lingen versetzt. Er erhielt am 18. Juni 1869 den Charakter als Major und am 10. März 1870 das Patent zu seinem Dienstgrad. Während des folgenden Krieges gegen Frankreich führte er seine Eskadron bei Gravelotte, Ladon, Bellevie, Vendôme, Monnaie, Montoire, Saint-Amand, Coulie, Beaune-la-Rolande und Le Mans sowie vor Metz.
Ausgezeichnet mit dem Eisernen Kreuz II. Klasse wurde er nach dem Friedensschluss am 15. Juli 1871 als etatmäßiger Stabsoffizier in das 3. Badische Dragoner-Regiment „Prinz Karl“ Nr. 22 nach Karlsruhe versetzt. Mitte Januar 1875 avancierte Studnitz zum Oberstleutnant, wurde er als Nachfolger von Oberst Karl von Helmschwerdt (1823–1901) am 15. Juni 1875 Kommandeur des Magdeburgischen Dragoner-Regiments Nr. 6 in Schmiedeberg und stieg Mitte April 1878 zum Oberst auf. Unter Stellung à la suite seines Regiments erfolgte am 8. März 1883 seine Ernennung zum Kommandeur der 13. Kavallerie-Brigade sowie am 12. Januar 1884 die Beförderung zum Generalmajor. Am 14. Februar 1885 wurde Studnitz unter Verleihung des Kronen-Ordens II. Klasse mit der gesetzlichen Pension zur Disposition gestellt.
Er starb am 28. August 1916 in Breslau.

### Familie
Studnitz heiratete am 3. Juli 1855 in Moritzburg Konstanze von Mangoldt (1834–1923), eine Tochter des sächsischen Majors a. D. und Landstallmeisters Carl von Mangold. Das Paar hatte mehrere Kinder:
- Fanny (1856–1950)
- Elisabeth (1857–1883)
- Helene (1859–1906)
- Frieda (1860–1904)
- Ernst (1862–1907), deutscher Fregattenkapitän und Kommandant des Kleinen Kreuzers Geier[2][3] ⚭ 1897 Helene Gräfin von Beust (1876–1957), Eltern des deutschen Konteradmirals Ernst von Studnitz (1898–1943)
- Fritz (1865–1882)
- Oswald (1871–1963), deutscher Kapitän zur See, Kommandant des Kleinen Kreuzers München und Rechtsritter des Johanniterordens ⚭ 1900 Johanna von Bulmerincq (1873–1953), Eltern von Gotthilft von Studnitz